# Хилл Стрит (Сингапур)

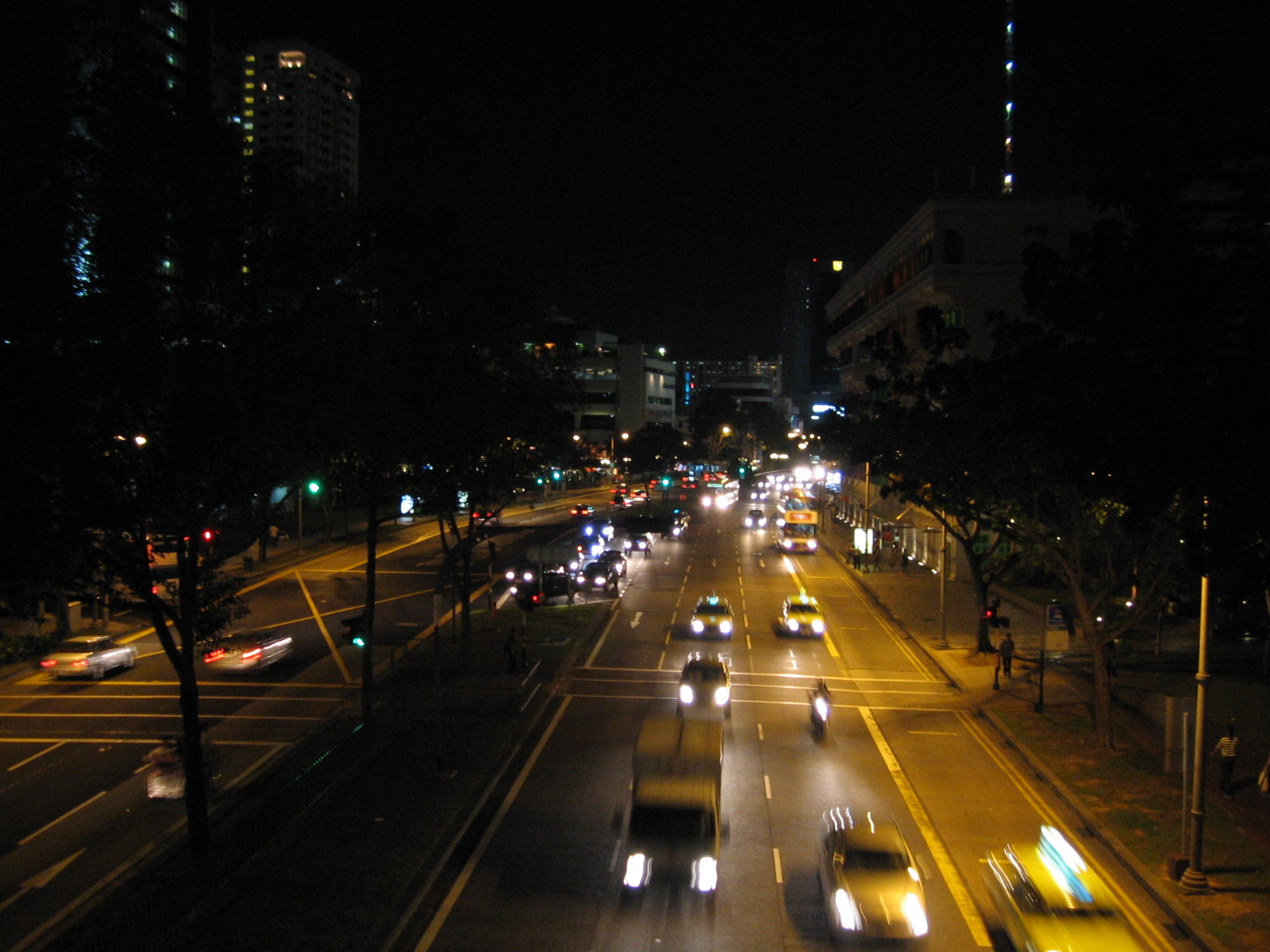
Хилл Стрит ночью.

Хилл-Стрит (кит. 禧街, малайск. Jalan Bukit, англ. Hill Street) — улица в Деловом центре Сингапура, стартующая у О Тонг Сэн Стрит и заканчивающаяся у Стэмфорд Роуд, где она переходит в Виктория-Стрит. Начало же берёт у Моста Колмена и на пересечении Ривер Вэлли Роуд, Северной Бот Куэй, О Тонг Сэн Стрит и Нью-Бридж Роуд.
Название улица получила из-за того, что была построена во времена первого британского губернатора Р.Стэмфорда и располагалась у Правительственного холма (ныне известного как Форт Каннинг). На Хилл-Стрит расположен ряд важных достопримечательностей Сингапура:
- Церковь Святого Григория Просветителя (армянская церковь);
- Центральная пожарная станция, построенная в 1906 году и резко выделяющаяся своей архитектурой эдвардианской Англии;
- Хилл-стрит-билдинг — 6-этажное здание, возведённое в 1934 году на месте первой сингапурской тюрьмы, и до 1980 года служившее полицейским участком; Позднее здание заняли другие государственные учреждения, в том числе и Министерство информации и искусств.
- Сингапурская китайская торговая палата, занимающая дом № 47, была построена в 1964 году. Её венчает крыша в форме пагоды, а фасадную стену украшают 9 фарфоровых драконов.

Местное китаеязычное население использует два названия улицы: Он Ке Соа Кха («подножие горы губернатора») из-за ранее располагавшейся на Правительственном холме резиденции губернатора, или Тиау Кио Фау («в конце висячего моста»).